# 1859 na ciência

## Eventos
- Gustav Kirchhoff e Robert Bunsen deixam a base de fundação da espectroscopia como um método de análise química, o que leva a descoberta d océsio e rubídio. Em pouco tempo outros pesquisadores descobrem o Índio, Tálio e Hélio.[1]
- 24 de novembro: o livro On the Origin of Species (Na Origem das Espécies) por Charles Darwin foi publicado.[2][3]

## Nascimentos
| Data            | Nome                    | Profissão             | Nacionalidade                                  | Observações                                                                             | Ref                     |
| --------------- | ----------------------- | --------------------- | ---------------------------------------------- | --------------------------------------------------------------------------------------- | ----------------------- |
| 19 de fevereiro | Alfred Harker           | geólogo               | Reino Unido da Grã-Bretanha e Irlanda          | m. 1939 Medalha Murchison 1907 Medalha Wollaston 1922 Medalha Real 1935                 | [ 4 ] [ 5 ] [ 6 ] [ 7 ] |
| 8 de abril      | George William Lamplugh | geólogo               | Reino Unido da Grã-Bretanha e Irlanda          | m. 1926 Medalha Bigsby 1901 Medalha Wollaston 1925                                      | [ 8 ] [ 9 ] [ 6 ]       |
| 17 de setembro  | Frank Dawson Adams      | geólogo               | Reino Unido da Grã-Bretanha e Irlanda (Canadá) | m. 1942 Medalha Lyell 1881 Medalha Flavelle 1937 Medalha Wollaston 1939                 | [ 10 ] [ 11 ] [ 6 ]     |
| 25 de dezembro  | Jean François Heymans   | médico e investigador | Bélgica                                        | m. 1932 Prémio Alvarenga, de Piauhy (1892-1893), (1893-1894), (1894-1895) e (1895-1896) | [ 12 ]                  |

## Mortes
| Data | Nome | Profissão | Nacionalidade | Observações | Ref |
| ---- | ---- | --------- | ------------- | ----------- | --- |

## Prémios
Medalha Copley
- Wilhelm Eduard Weber[13]